# قادر (اسم)
قادر هو اسم علم مذكر من أصل عربي، ومعناه هو من القدرة التي تعني القوة.

## شخصيات تحمل الاسم
- قادر أدم (لاعب كرة قدم نيجري، 5 أبريل 1989[3] – )
- قادر خان (كاتب سيناريو وممثل هندي كندي، 22 أكتوبر 1937 – 31 ديسمبر 2018)
- قادر عارف (سياسي فرنسي، 3 يوليو 1959[4] – )
- قادر عبد الله (12 ديسمبر 1954 – )
- قادر عرفان (لاعب كرة سلة عراقي)
- قادر عزيز (سياسي عراقي، 1954 – )
- قادر فال (لاعب كرة قدم سنغالي، 25 ديسمبر 1986 – )
- قادر مزباني (درّاج طريق إيراني، 12 سبتمبر 1975[5][6][7] – )
- قادر مصر أوغلي (كاتب وشاعر ومحامي تركي، 24 يناير 1933 – 5 مايو 2019[8])

## وصلات خارجية
- موسوعة السلطان قابوس لأسماء العرب نسخة محفوظة 5 أبريل 2019 على موقع واي باك مشين.